# 新川崎駅
新川崎駅（しんかわさきえき）は、神奈川県川崎市幸区鹿島田一丁目にある、東日本旅客鉄道（JR東日本）の駅である。
1980年（昭和55年）10月1日にいわゆる「SM分離」に際して、東戸塚駅とともに開業した。

## 乗り入れ路線
横須賀・総武快速線電車および湘南新宿ラインの宇都宮線 - 横須賀線直通列車のみが停車する。線路名称上は東海道本線の支線であり「品鶴線」の通称を持つが、旅客案内では「東海道（本）線」や「品鶴線」とは案内されない。
相鉄線直通列車は貨物線の線路を使用するため、新川崎駅横を通過するが、当駅 - 武蔵小杉駅間に区間外乗車の特例が設けられている。区間外乗車#特定の分岐区間に対する区間外乗車も参照。
また当駅には、各路線ごとに駅番号が与えられている。
- 横須賀線：東海道本線（品鶴線経由）を経て、下り列車は大船駅より線路名称上の横須賀線を走る。上り列車は多くの列車が東京駅を経由し、総武快速線へ直通する。 - 駅番号「JO 14」
- 湘南新宿ライン：東海道本線（品鶴線経由）を経て、西大井駅まで横須賀線と同一の線路を使用し、新宿駅経由で宇都宮線へ直通する。 - 駅番号「JS 14」　（一部の湘南新宿ラインのみ停車）

同じ川崎市内の川崎駅はJRの特定都区市内制度における「横浜市内」の駅として属しているが、当駅は属していない。

## 歴史
- 1971年（昭和46年）7月5日：日本国有鉄道（国鉄）が新鶴見操車場鹿島田道路橋付近に新川崎駅（仮称）の設置を決定[5]。
- 1972年（昭和47年）3月：建設費を全額地元負担とする請願駅として着工[6]。
- 1976年（昭和51年）6月：営業開始時に施工するものを除き、駅舎が完成[6]。
- 1980年（昭和55年）
  - 8月27日：駅名を「新川崎駅」に決定する[7]。
  - 10月1日：新川崎駅が開業（旅客営業のみ）[1][2]。
- 1987年（昭和62年）4月1日：国鉄分割民営化により、JR東日本の駅となる[2]。
- 1992年（平成4年）6月25日：自動改札機を設置し、使用を開始する[8]。
- 2001年（平成13年）11月18日：ICカード「Suica」の利用が可能となる。
- 2021年（令和3年）9月28日：この日をもってみどりの窓口の営業を終了[9][10]。

### 駅名の由来
設置が決定された当時、付近の地名と南武線の最寄り駅を元に仮称「新鹿島田」とされた。しかし、その名称だとどこにあるのかわかりづらいという意見や、もともとは東海道本線であることからSM分離時に川崎駅の代替駅として開業したことにより、名称が「新川崎」となった。
しかし、2010年3月13日に武蔵小杉駅に横須賀線ホームが設置され、川崎駅へ通じる南武線と直接乗り換えができるようになったことから、駅名の「川崎駅の代替」という意味合いは徐々に薄れてきている。
駅誕生当時は「新川崎」という地名はなかったが、2007年12月15日に実施された住居表示の実施に伴う町名変更で、隣接する小倉・北加瀬地区の一部が「新川崎」という地名になった。

## 駅構造
島式ホーム1面2線を持つ地上駅で、橋上駅舎を有している。ホームはカーブ上に位置している。
川崎統括センター（武蔵小杉駅）管理の業務委託駅（JR東日本ステーションサービス委託）。駅舎は耐震補強工事が行われた。エレベーターとエスカレーターが設置されている。

### のりば
| 番線 | 路線                   | 方向 | 行先                   |
| ---- | ---------------------- | ---- | ---------------------- |
| 1    | 横須賀・総武線（快速） | 上り | 品川・東京・千葉方面   |
| 1    | 湘南新宿ライン         | 北行 | 渋谷・新宿・大宮方面   |
| 2    | 横須賀線               | 下り | 横浜・逗子・久里浜方面 |

（出典：JR東日本:駅構内図）
東海道線方面発着の快速は当駅を通過し、相鉄・JR直通線は貨物線経由となるため停車できない。

### 駅構内設備
- 売店など - 駅弁（崎陽軒など、改札外）の販売も行われている。
- 指定席券売機が設置されている。
  - NewDays新川崎中央店 - 改札内正面
  - NewDays新川崎店 - 改札外。改札を出て右手

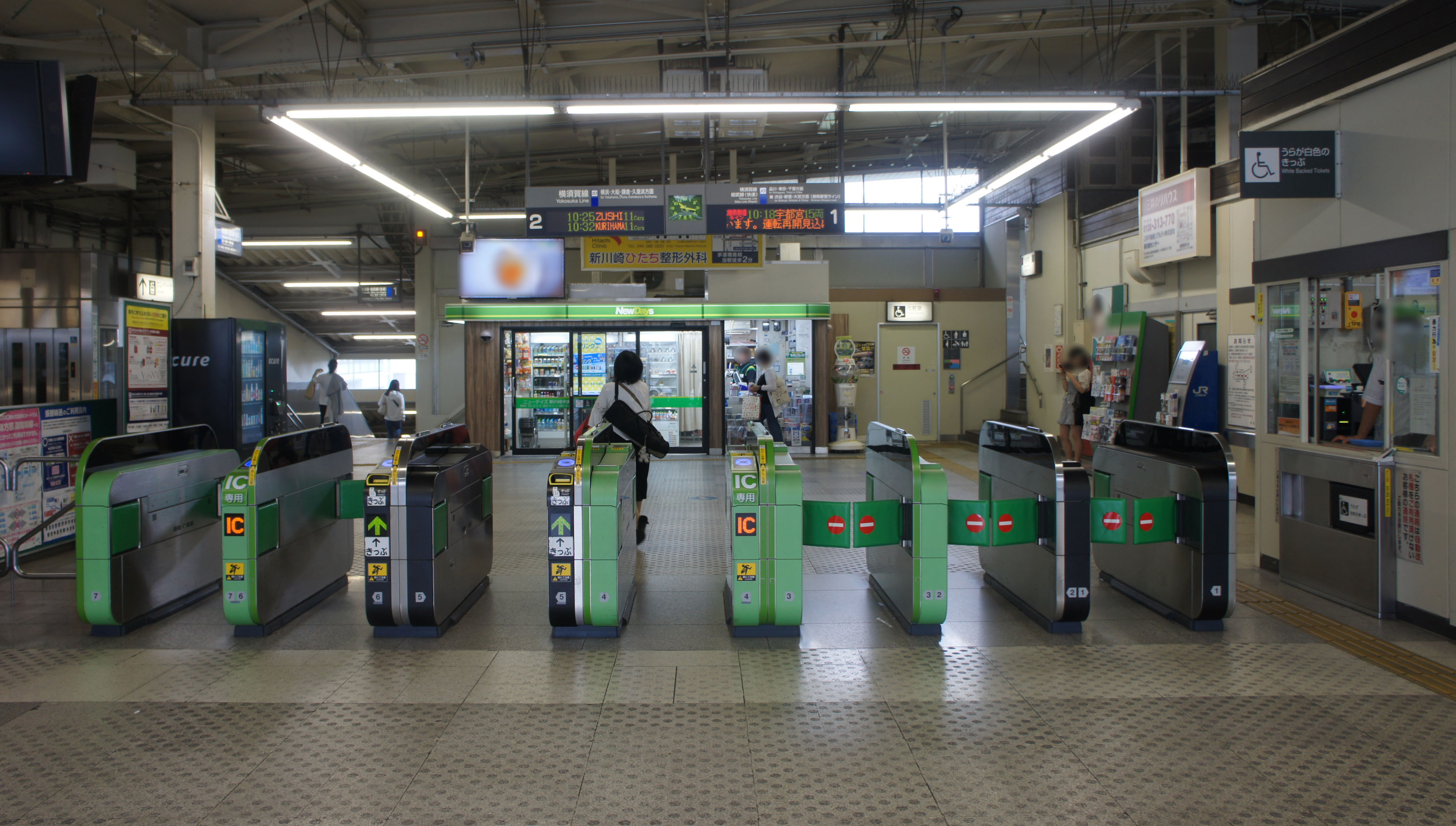
改札口（2019年6月）
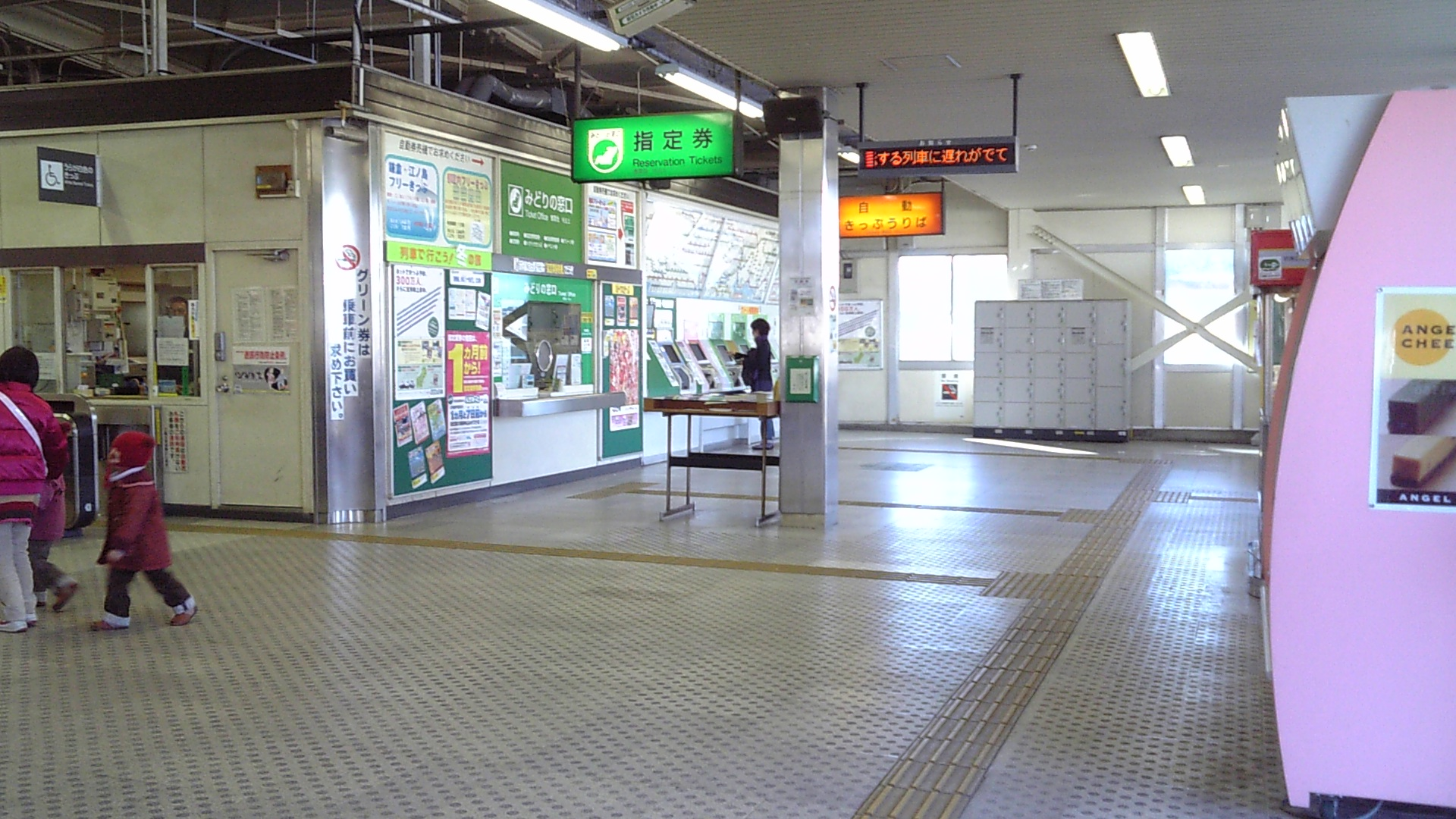
駅構内、左から順に改札、みどりの窓口（2021年9月末で閉鎖）、自動券売機
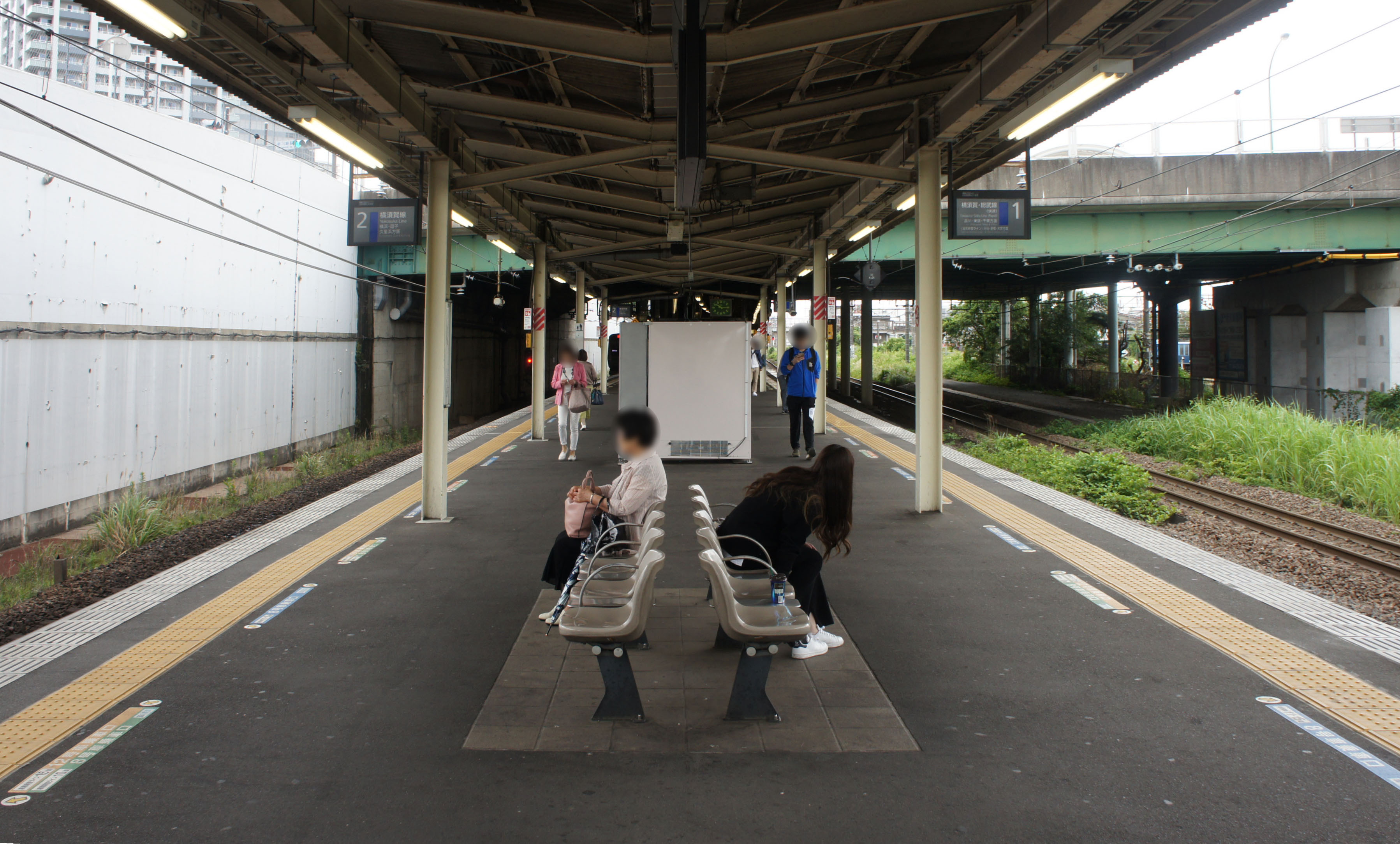
ホーム（2019年6月）

### 駅弁
崎陽軒により販売されている主な駅弁は下記の通り。
- 横濱中華弁当
- 幕の内弁当
- かながわ味わい弁当(季節により内容が変わる：春・初夏・夏・秋・冬)
- シウマイ弁当
- おべんとう(季節により内容が変わる春・初夏・夏・秋・冬)
- しょうが焼弁当
- 横濱チャーハン
- 横濱ピラフ
- いなり寿司

## 利用状況
2023年度（令和5年度）の1日平均乗車人員は24,732人である。
1995年度（平成7年度）以降の推移は下記の通り。
| 年度               | 1日平均 乗車人員 | 出典                |
| ------------------ | ---------------- | ------------------- |
| 1995年（平成07年） | 19,725           | [ 乗降データ 2 ]    |
| 1996年（平成08年） | 20,195           |                     |
| 1997年（平成09年） | 19,620           |                     |
| 1998年（平成10年） | 20,037           | [ 神奈川県統計 1 ]  |
| 1999年（平成11年） | 20,932           | [ 神奈川県統計 2 ]  |
| 2000年（平成12年） | 21,468           | [ 神奈川県統計 2 ]  |
| 2001年（平成13年） | 22,613           | [ 神奈川県統計 3 ]  |
| 2002年（平成14年） | 23,563           | [ 神奈川県統計 4 ]  |
| 2003年（平成15年） | 24,376           | [ 神奈川県統計 5 ]  |
| 2004年（平成16年） | 24,598           | [ 神奈川県統計 6 ]  |
| 2005年（平成17年） | 25,544           | [ 神奈川県統計 7 ]  |
| 2006年（平成18年） | 26,087           | [ 神奈川県統計 8 ]  |
| 2007年（平成19年） | 27,727           | [ 神奈川県統計 9 ]  |
| 2008年（平成20年） | 27,989           | [ 神奈川県統計 10 ] |
| 2009年（平成21年） | 27,072           | [ 神奈川県統計 11 ] |
| 2010年（平成22年） | 25,159           | [ 神奈川県統計 12 ] |
| 2011年（平成23年） | 25,227           | [ 神奈川県統計 13 ] |
| 2012年（平成24年） | 25,347           | [ 神奈川県統計 14 ] |
| 2013年（平成25年） | 25,392           | [ 神奈川県統計 15 ] |
| 2014年（平成26年） | 25,416           | [ 神奈川県統計 16 ] |
| 2015年（平成27年） | 27,085           | [ 神奈川県統計 17 ] |
| 2016年（平成28年） | 27,264           | [ 神奈川県統計 18 ] |
| 2017年（平成29年） | 28,820           |                     |
| 2018年（平成30年） | 29,407           |                     |
| 2019年（令和元年） | 30,255           |                     |
| 2020年（令和02年） | 21,904           |                     |
| 2021年（令和03年） | 20,666           |                     |
| 2022年（令和04年） | 22,611           |                     |
| 2023年（令和05年） | 24,732           |                     |

## 駅周辺
この場所は長く新鶴見操車場（現・新鶴見信号場）の外れにあり、駅の出入口も鹿島田跨線橋に面しているため、いわゆる「駅前商店街」は陸橋を降りた所になり、駅出口からは少し離れている。横須賀線の西側には長らく新鶴見操車場跡の空き地が広がっていたが、徐々に再開発が進められている。2000年には、当駅の南側に慶應義塾大学の新川崎タウンキャンパス（K2（ケイスクエア）タウンキャンパス）が開設され、2007年にはパイオニアが事業所を開設（2016年に文京区に移転し、ヒューリックに売却、富士通が全棟借り上げ）するなど、「新川崎・創造のもり」構想の中核として先端技術研究を進めている。
西側（加瀬側）
- 鹿島田跨線歩道橋（2013年10月7日加瀬側を一部供用開始、屋根付き　延長123m、幅員6m）
- 新川崎交通広場（2015年3月開設、上記歩道橋で接続、階段、エレベータあり、歩行者の動線には屋根あり）
  - バス乗降場2か所、タクシー乗降場各1か所（ユニバーサルデザインタクシー対応）
  - 身体障害者用車両乗降場1か所
  - 一般乗用車用乗降場1か所
- シンカモール（上記歩道橋にて接続、階段及びエレベーターあり）
  - 京急ストア新川崎店
  - スポーツクラブNAS新川崎
- コトニアガーデン新川崎 - スーパーやカフェ、塾、病院などの全13ショップが併設されている。2018年3月に3ショップが先行開業。その後、同年4月に残り10ショップが開業し、全面開業した[13][14]。
- 慶應義塾大学 新川崎タウンキャンパス（通称　K2（ケイスクエア）タウンキャンパス）
- 幸区日吉合同庁舎（幸区役所日吉出張所、幸市民館・幸図書館日吉分館）
- 夢見ヶ崎動物公園
- 三菱ふそうトラック・バス川崎製作所・技術センター

東側（鹿島田側）
- 新川崎と鹿島田駅間の歩行者専用通路（新川崎スクエアを経由するペデストリアンデッキが2016年11月15日全面供用開始）
- 新川崎スクエア（駅から屋根付き歩行者専用通路にて接続、エレベーターが駅舎外なので注意）
  - マルエツ新川崎店
  - りそな銀行新川崎支店
- パークタワー新川崎（47階地下2階建のマンション）
- 新川崎三井ビルディング（31階建てオフィス2棟）
- パークシティ新川崎（9棟からなるマンション）
  - パークシティ新川崎内郵便局
- 鹿島大神（かしまだいじん）
- JR南武線鹿島田駅 ‐ 制度上の乗換駅には指定されていない（駅の案内で徒歩6分）。なお、2010年3月13日に横須賀線用ホームが設置された武蔵小杉駅は、制度上における南武線と横須賀線の乗換駅に指定されている。
- 川崎鹿島田郵便局

## バス路線
| 運行事業者                    | 系統・行先                                                      | 備考                                                     |
| 新川崎駅                      | 新川崎駅                                                        | 新川崎駅                                                 |
| ----------------------------- | --------------------------------------------------------------- | -------------------------------------------------------- |
| 川崎市交通局                  | 川83：川崎駅西口 / 江川町                                       |                                                          |
| 川崎鶴見臨港バス              | 川60：川崎駅西口 / 元住吉                                       | 日中のみ運行                                             |
| 新川崎交通広場                |                                                                 |                                                          |
| - 東急バス - 川崎鶴見臨港バス | 日95：日吉駅東口                                                |                                                          |
| 川崎鶴見臨港バス              | - 鶴04：鶴見駅西口 / 駒岡車庫 - 原62：中原駅前 - 元02：元住吉   | - 「原62」は朝夕各1本のみ運行 - 「元02」は平日朝のみ運行 |
| 川崎市交通局                  | 川83：新川崎駅                                                  | 平日1本のみ運行                                          |
| 新川崎駅入口                  |                                                                 |                                                          |
| 川崎鶴見臨港バス              | - 鶴04：鶴見駅西口 / 駒岡車庫 - 原62：中原駅前 - 元02：元住吉   | - 「原62」は朝夕各1本のみ運行 - 「元02」は平日朝のみ運行 |
| 鹿島田陸橋                    |                                                                 |                                                          |
| 川崎鶴見臨港バス              | - 川60：川崎駅西口 / 元住吉 - 鶴04：鶴見駅西口 - 原62：中原駅前 | - 「川60」は日中のみ運行 - 「原62」は朝夕各1本のみ運行   |

## 隣の駅
東日本旅客鉄道（JR東日本）
 横須賀線
武蔵小杉駅 (JO 15) - 新川崎駅 (JO 14) - （鶴見駅） - 横浜駅 (JO 13)
 湘南新宿ライン
■特別快速・■快速（いずれも高崎線直通）
通過
※ダイヤが乱れた場合は快速が臨時停車を行う場合がある。
■普通（宇都宮線直通、一部は宇都宮線内快速）
武蔵小杉駅 (JS 15) - 新川崎駅 (JS 14) - （鶴見駅） - 横浜駅 (JS 13)
※鶴見駅は運賃計算上の分岐点である。

### 記事本文